# 圣尼古拉教堂 (布拉索夫)

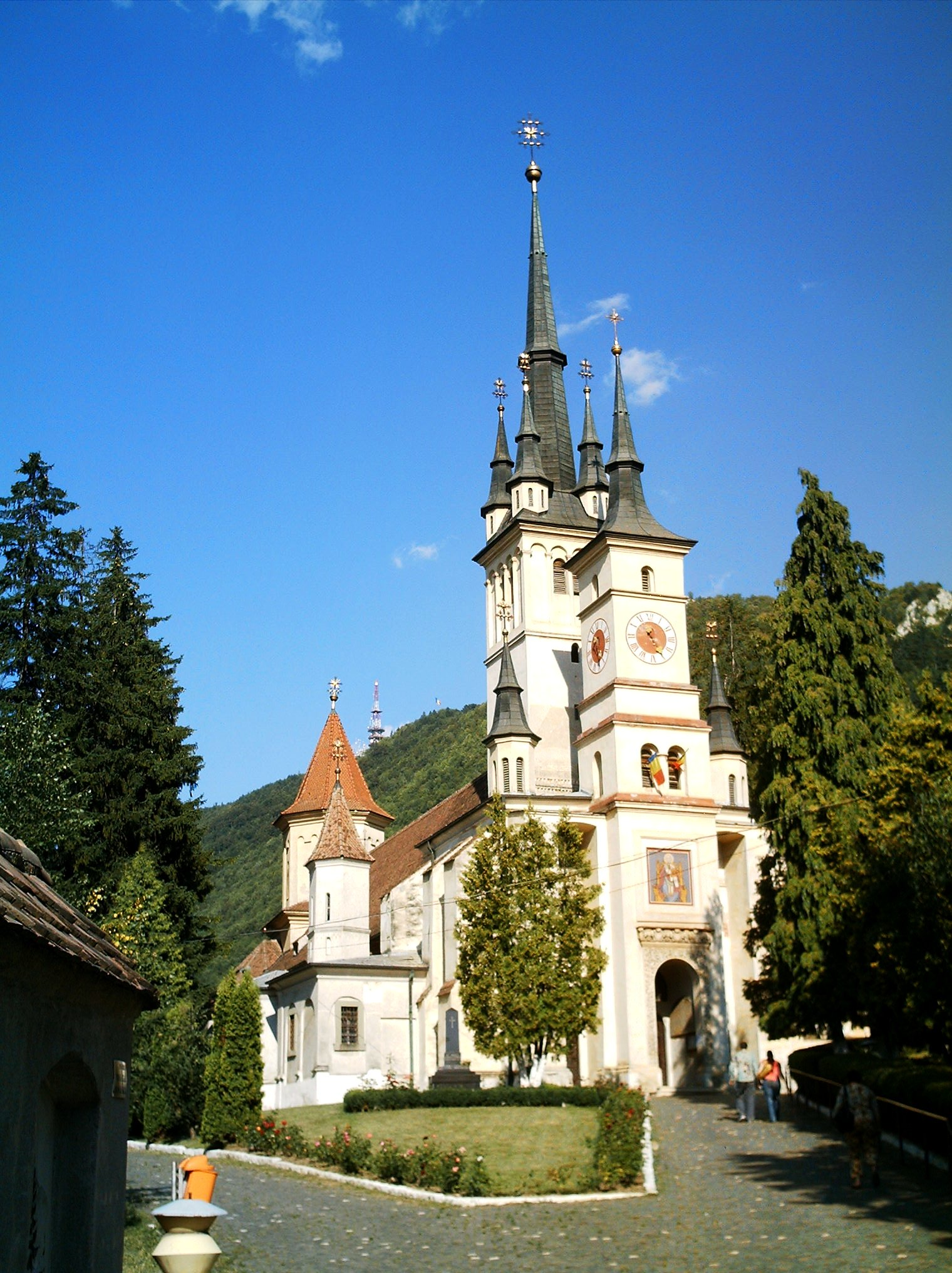
圣尼古拉教堂

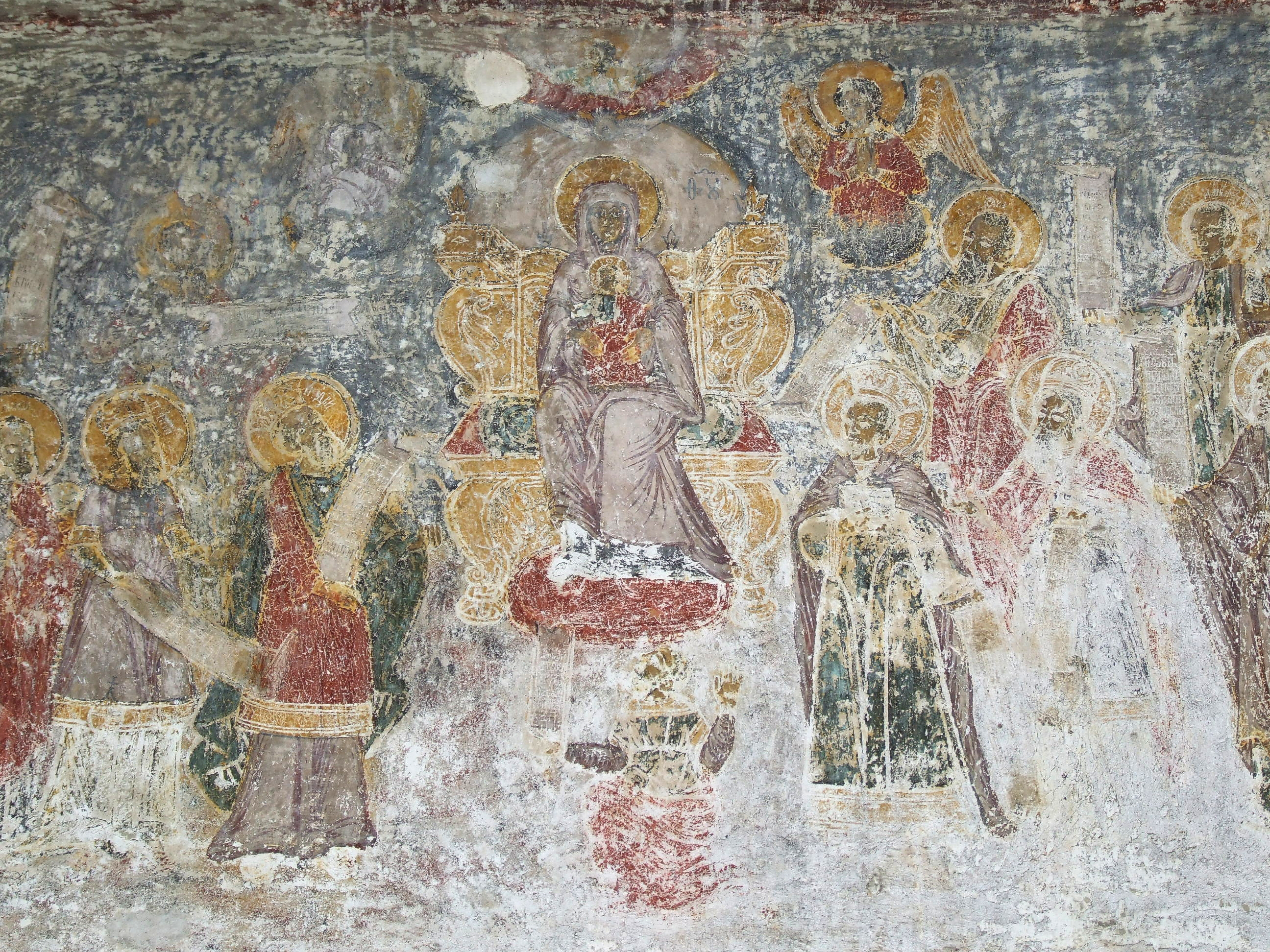
壁画

圣尼古拉教堂（羅馬尼亞語：Biserica Sfântul Nicolae）是一座罗马尼亚正教会教堂，位于布拉索夫的 Şcheii 历史街区。 
圣尼古拉教堂建立于1292年。1495年开始，教堂用石头重建，得到了瓦拉几亚大公的帮助。
教堂最初为哥特式风格，后来改建为巴洛克风格。 
圣尼古拉教堂旁边是第一罗马尼亚语学校（开始于1583年），附近是公墓，尼古莱·蒂杜莱斯库等名人安葬于此。 